# Dolniče
Dolniče (nemško Dolling) je naselje občine Koče - Muta v okraju Šmohor na Koroškem v Avstriji.